# Giuseppe Arezzi
Giuseppe Arezzi (Pontecurone, 1º marzo 1917 – Pavia, 17 giugno 1990) è stato un calciatore italiano, di ruolo centrocampista.

## Carriera
Comincia nella Vogherese. Nel 1938 passa al Forlimpopoli e poi al Forlì. Tra il 1940 e il 1941 gioca per Venezia e Pavia.
Dal 1941 fino al 1952 gioca per Padova, Modena, Varese, Pavia, Alessandria e Inter. Con i nerazzurri di Milano gioca una sola stagione totalizzando 26 presenze ed un gol.
In carriera vince due campionati di Serie B, rispettivamente con Modena e Alessandria.

## Palmarès
- Campionato italiano di Serie B: 2

Modena: 1942-1943
Alessandria: 1945-1946